# Římskokatolická církev v Lotyšsku

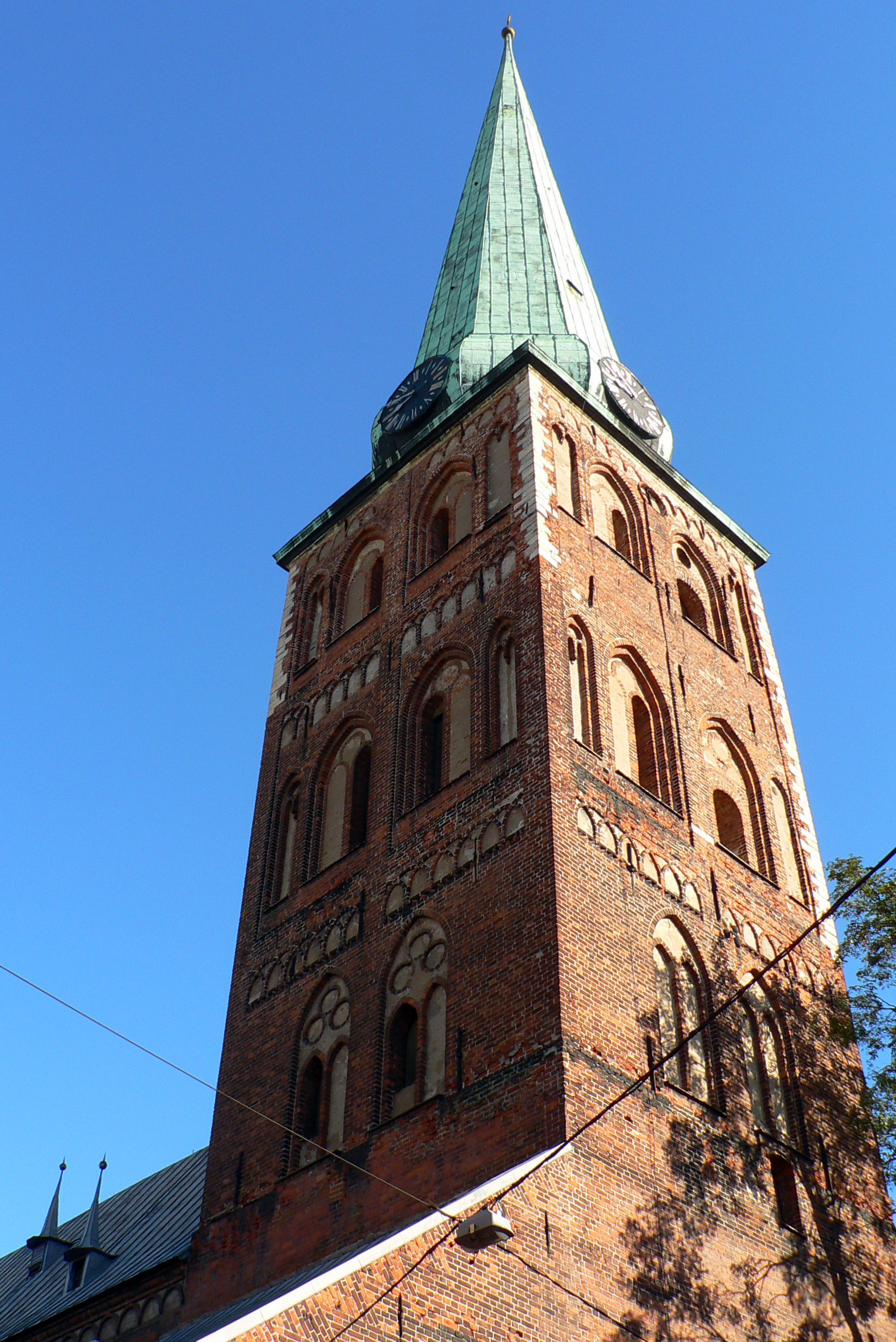
Katedrála sv. Jakuba v Rize

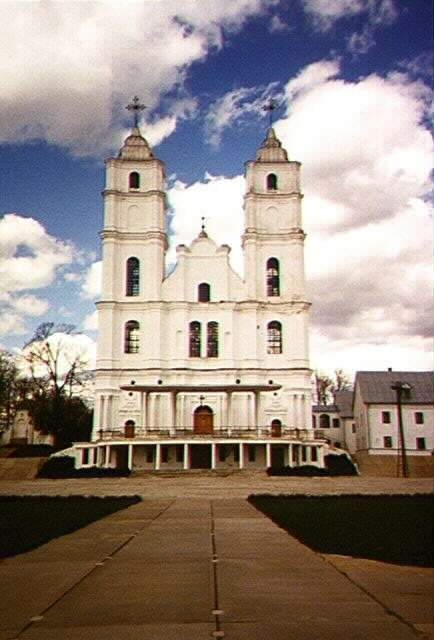
Bazilika Panny Marie v Agloně

Římskokatolická církev je jednou ze tří nejpočetnějších církví Lotyšska (vedle luteránů a pravoslavných) s asi 500 000 věřícími (přibližně 1/5 obyvatel).

## Struktura
Lotyšsko tvoří jednu církevní provincii (Rižská církevní provincie) složenou ze čtyř diecézí:
- arcidiecéze rižská (zal. 1201, arcib. 1245 – zánik za reformace, obnov. 1918, arcib. 1923)
  - diecéze Liepāja (zal. 1937)
  - diecéze Jelgava (zal. 1995)
  - diecéze Rēzekne-Aglona (zal. 1995)